# Joaquim Machado de Castro

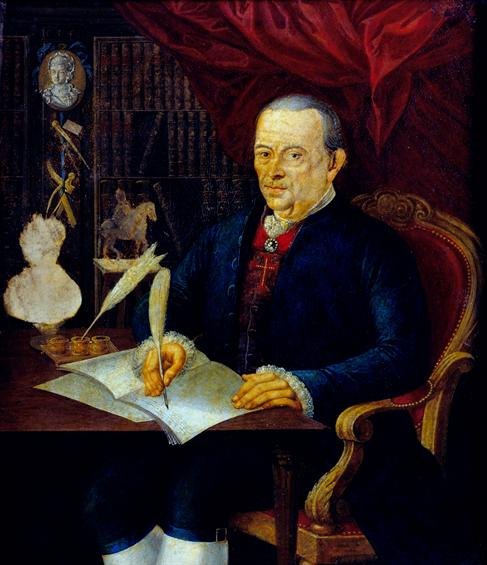
Porträt von Joaquim Machado de Castro

Joaquim Machado de Castro (* 19. Juni 1731 in Coimbra; † 17. November 1822 in Lissabon) war ein portugiesischer Bildhauer. Sein bekanntestes Werk ist die Reiterstatue Josés I. auf der Praça do Comércio.

## Werdegang
Sein Vater, Manuel Machado Teixeira, Organist und Bildhauer, förderte bereits früh seinen Sohn Joaquim, indem er ihn an die jesuitische Hofschule zum Lernen der lateinischen Grammatik schickte. Manuel Machado Teixeira leitete ihn ebenso zum Bildhauen an. Mit 15 Jahren beschloss Joaquim Machado de Castro, in die portugiesische Hauptstadt Lissabon zu ziehen, um dort eine umfassende künstlerische Ausbildung zu erhalten. Dort lernte er beim Holzschnitzer Nicolau Pinto, zog jedoch aufgrund seiner Leistungen bald weiter zum unter Schutz des Königs João V. stehenden Bildhauer José de Almeida. Seine erste in der Öffentlichkeit vorgestellte Skulptur steht an der Kirche des Konvents São Pedro de Alcântara, das zu der Zeit großzügig erweitert wurde.
Darauf beteiligte er sich an der Seite des Bildhauers Alexandre Giusti an der Ausgestaltung des Nationalpalastes in Mafra (Palácio Nacional de Mafra), so dass er 14 Jahre in dem Ort nördlich der Hauptstadt verbrachte. Dort lernte er unter anderem auch seinen Freund und Bewunderer Cândido Vieira Lusitano, einen Schriftsteller, kennen.

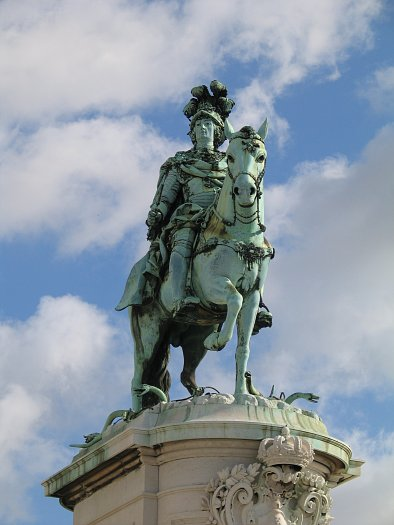
Reiterstatue Josés I. auf der Praça do Comércio

Im Jahr 1760 erhielt er eine Einladung, um am Wettbewerb für eine Statue zu Ehren Josés I. teilzunehmen. Nachdem er zunächst verschiedene, kleine Modelle angefertigt hatte, erhielt er 1771 den Auftrag, die Statue bis 1772 auszugestalten. Nachdem 1773/74 zunächst die Fundamente gegründet wurden, konnte bis 1775 die Reiterstatue des portugiesischen Königs José I. auf der Lissabonner Praça do Comércio eingeweiht werden. Er fertigte dazu außerdem seine Descripção analytica da execução da estatua equestre an, zu deutsch „Analytische Beschreibung der Ausführung der Reiterstatue“, veröffentlicht 1810 in Lissabon. In seiner Beschreibung geht auf die verschiedenen Ansichten seines Werkes ein, beschreibt die Beziehung zwischen Reiter und Pferd, als auch Querschnitte einzelner Abschnitte der Skulptur.
Da er mit seiner Reiterstatue ein der Öffentlichkeit sehr präsentes Werk gestaltet hatte, erhielt Machado de Castro weitere Aufträge. Dazu gehören unter anderem die Statue mit dem Titel Fé (Glauben) am Inquisitionspalast (Palácio da Inquisição) in Évora, die heute nicht mehr vorhanden ist.
Aufgrund seiner zahlreichen Werke wurde Machado de Castro 1814 Mitglied der Königlichen Wissenschaftsakademie (Academia Real das Ciências). Außerdem erhielt er noch die Ehrenwürde im Rang eines Ritter des Christusordens (Ordem de Cristo). Er verstarb am 17. November 1822 mit 91 Jahren und wurde in der Basílica de Nossa Senhora dos Mártires in Lissabon beerdigt. Bis zu seinem Tode war er mit Maria Barbosa de Sousa verheiratet.
Zu Ehren Machado de Castros gibt es in Coimbra das 1913 eingeweihte große Kunstmuseum mit dem Namen Museu Nacional de Machado de Castro.